# Gerald Brisco
Floyd Gerald Brisco (Oklahoma City (Oklahoma), 19 september 1946) is een Amerikaans voormalig professioneel worstelaar die werkzaam is bij WWE als road agent.
Floyd en zijn broer Jack Brisco worstelden en wonnen samen als tag team The Brisco Brothers vele tag team titels.

## In worstelen
- Finishers en signature moves
  - Figure four leglock
  - Meerdere suplex variaties
    - Belly to back
    - Double underhook
    - Vertical

  - Sleeper hold

## Kampioenschappen en prestaties
- Cauliflower Alley Club
  - Other honoree (1996)

- Championship Wrestling from Florida
  - NWA Florida Heavyweight Championship (1 keer)
  - NWA Florida Junior Heavyweight Championship (1 keer)
  - NWA Florida Tag Team Championship (8 keer met Jack Brisco)
  - NWA Florida Television Championship (1 keer)
  - NWA United States Tag Team Championship (5 keer met Jack Brisco)
  - NWA North American Tag Team Championship (2 keer met Jack Brisco)
  - NWA Southern Heavyweight Championship (3 keer)
  - NWA World Junior Heavyweight Championship (1 keer)

- Eastern Sports Association
  - ESA International Tag Team Championship (1 keer met Jack Brisco)

- Georgia Championship Wrestling
  - NWA Georgia Tag Team Championship (5 keer; 1x met Bob Backlund, 2x met Jack Brisco, 1x met Ole Anderson en 1x met Rocky Johnson)
  - NWA Southeastern Heavyweight Championship (1 keer)
  - NWA Southeastern Heavyweight Championship (1 keer)

- Mid-Atlantic Championship Wrestling
  - NWA Atlantic Coast Tag Team Championship (1 keer met Thunderbolt Patterson)
  - NWA Eastern States Heavyweight Championship (4 keer)
  - NWA World Tag Team Championship (3 keer met Jack Brisco)

- NWA Western States Sports
  - NWA Western States Heavyweight Championship (1 keer)

- World Wrestling Council
  - WWC North American Tag Team Championship (1 keer met Jack Brisco)
  - WWC World Junior Heavyweight Championship (1 keer)

- World Wrestling Federation / World Wrestling Entertainment
  - WWF Hardcore Championship (2 keer)
  - WWE Hall of Fame (Class of 2008)